# 帕齊基夫
48°54′55″N 23°55′31″E / 48.91528°N 23.92528°E
帕齊基夫（烏克蘭語：Пациків），是烏克蘭西部的村莊，隸屬伊萬諾-弗蘭科夫斯克州的卡盧什區。該村面積8.89平方公里，2001年人口832，人口密度每平方公里93.6人。